# Lumière artistique
Pour les articles homonymes, voir Lumière (homonymie).
La lumière artistique désigne l'ensemble des procédés d'éclairage qui participent à un projet artistique.
Cette activité à la fois artistique et technique s'exerce aujourd'hui en photographie, au cinéma, à la télévision, au théâtre, dans un spectacle, en architecture. Elle tient un rôle principal dans le spectacle son et lumière.
Elle s'applique aussi à l'éclairage de monuments, de musées et d'expositions, de vitrines et de parcs et jardins, comme le reflète le travail d'artistes comme United Visual Artists, Anthony McCall ou Yann Kersalé.

## Esthétique
L'éclairage artistique s'appuie sur une tradition esthétique de la lumière développée progressivement dans les arts plastiques. La lumière joue un rôle de premier plan dans l'œuvre de peintres du XVIIe siècle et suivants, à la suite du Caravage, avec notamment Rembrandt ou La Tour, ténébristes et luministes pour les lumières d'intérieur, et des peintres de paysage qui en représentent les accidents fugitifs en extérieur. Le cinéma, produisant des projets de nature artistique avec une division du travail industrielle, fait de l'éclairage un métier technique et artistique, tandis que le perfectionnement de l'éclairage électrique suscite à la même époque la spécialité d'éclairagiste, soit parmi les électriciens, soit parmi les décorateurs.
L'éclairage comporte une partie technique, impliquant la distribution de l'énergie et l'évaluation quantitative de la lumière, mais « la beauté de la lumière ne se peut pas mesurer exactement au photomètre ».
Les objectifs artistiques de l'éclairage varient de l'évocation d'ambiances lumineuses particulières : journée d'hiver, soleil levant, pièce illuminée par une seule fenêtre, rampe d'un ancien théâtre, jusqu'à la décoration pure : effets de lumière colorée, faisceaux mobiles ou pulsés. La lumière est en général l'auxiliaire d'un projet ; il s'agit de mise en valeur de personnages ou d'objets. Ces personnages ou ces objets induisent des contraintes : brillances à éviter sur une peinture, souhait de bien voir les yeux et les autres éléments expressifs d'un visage.
Des contraintes techniques importantes, la nécessité de mesurer avec suffisamment de précision les niveaux lumineux ont fait des professions de l'éclairage au cinéma une branche particulière. La lumière des prises de vues a la particularité de se construire pour un point de vue unique, celui de la caméra, comme la lumière du peintre figuratif, qui sert quelquefois de référence ; le travail de la lumière aboutit comme l'œuvre du peintre à un objet fixé. La lumière au cinéma possède une culture, un enseignement et un corps d'œuvres et de procédés plus ou moins canoniques.

## Moyens
L'éclairage artistique utilise tous les luminaires, avec une préférence pour ceux dont la luminosité et la composition spectrale permet de mettre en valeur les sujets. Des filtres optiques en feuilles peuvent en modifier la couleur. Des rideaux, des volets, des drapeaux peuvent aider à contrôler la lumière.

## Métiers
Les métiers en rapport avec la lumière artistique s'appellent différemment selon les secteurs professionnels où ils s'exercent. D'une façon générale, l'éclairage est une spécialité de la scénographie.
- L'éclairagiste travaille en général dans les lieux où domine l'éclairage artificiel, en particulier sur la scène  ;
- le  directeur de la photographie ou le chef opérateur, au cinéma et à la télévision, dirige les électriciens, décide de l'emplacement des projecteurs pour fournir le meilleur éclairage possible en fonction de la mise en scène et de la technique de prise de vues ;
- le concepteur lumière[10] et le régisseur lumière organisent la lumière au théâtre et dans les spectacles où la conduite lumière détaille les effets d'éclairage qui doivent s'appliquer.